# Distretto di Na Klang
Il distretto di Na Klang (in thailandese: นากลาง) è un distretto (amphoe) della Thailandia, situato nella provincia di Nong Bua Lamphu.